# (10747) Köthen
(10747) Köthen (1989 CW7) – planetoida z pasa głównego asteroid okrążająca Słońce w ciągu 3,35 lat w średniej odległości 2,24 j.a. Odkryta 1 lutego 1989 roku.